# BlacKkKlansman (саундтрек)
BlacKkKlansman (Original Motion Picture Soundtrack) — альбом-саундтрек американского джазового трубача Теренса Бланчарда для комедийного фильма Спайка Ли «Чёрный клановец». Альбом был выпущен 10 августа 2018 года лейблом Back Lot Music. Выдвигался на премию «Оскар» в категории «Лучшая музыка к фильму» и на премию BAFTA в категории «Лучшая музыка к фильму». В 2019 году Бланчард получил премию «Грэмми» в номинации «Лучшая инструментальная композиция» за работу над песней «Blut und Boden (Blood and Soil)».

## История
Композитор Теренс Бланчард долгое время сотрудничал с американским режиссёром Спайком Ли, озвучивая фильмы Ли от его «Лихорадки джунглей» (1991) до «Не пойман — не вор» (2006). Ли не давал Бланчарду конкретных указаний относительно того, какой тон или стиль музыки он хочет использовать в «Чёрном клановце». Он просто сказал Бланчарду: «R&B-группа», на что Бланчард ответил: «Электрогитара» в знак уважения к Джими Хендриксу. Теренс Бланчард сказал о Джими Хендриксе, вдохновившем его на создание саундтрека к фильму «Чёрный клановец»: «Когда я увидел некоторые из первых нарезок, что-то в этих афро, кожаных пальто и джинсах-дудочках вернуло меня в тот период. Я — продукт 70-х, поэтому первое, о чем я подумал, — это Джими Хендрикс, исполняющий Национальный гимн. Я повторял про себя, что это, наверное, одна из самых патриотичных вещей на планете. Здесь был афроамериканец, играющий эту тему, которая, как мне показалось, кричала: „Я тоже американец. Моё место здесь, и мне должны быть предоставлены все права, которые есть у всех остальных“».

## Релиз
Альбом был выпущен в цифровом формате 10 августа 2018 года. На виниле он был выпущен 15 февраля 2019 года на лейбле Waxwork Records.

## Запись
Чтобы придать саундтреку уникальный тон, Бланчард объединил джазовое звучание своей группы The E-Collective с традиционным оркестром из 65 человек. Например, для фирменного риффа главной темы на электрогитаре Бланчард стремился создать меланхоличное звучание с глубинной силой, поэтому он подкрепил гитару оркестровыми рожками с низким тоном. Группа E-Collective записывалась в Новом Орлеане, а оркестр — на студии Sony Pictures Soundstage в Лос-Анджелесе.
Фильм открывается сценой сражения из «Унесенных ветром» с оркестровкой Бланчарда «Swanee River».
В концовке фильма, где показаны кадры с Марша «Объединённых правых» в 2017 году, повторно использована главная тема Бланчарда из «Не пойман — не вор» (2006) — режиссёр Спайк Ли сознательно выбрал музыку Бланчарда для финала фильма.
Когда Ли понадобилась песня для финальных титров фильма, он обратился к своему другу Трою Картеру, руководителю Spotify и советнику наследства Принса. После того как Картер посетил закрытый показ фильма BlacKkKlansman, он предложил Ли неизданную кавер-версию песни Принса «Mary Don’t You Weep», которая была записана на кассете в середине 80-х годов.

## Признание
В 2019 году Бланчард получил премию «Грэмми» в номинации «Лучшая инструментальная композиция» за работу над песней «Blut und Boden (Blood and Soil)». В том же году альбом выдвигался на премию «Оскар» в категории «Лучшая музыка к фильму» и на британскую премию BAFTA в категории «Лучшая оригинальная музыка к фильму».

## Список треков
| №                   | Название                          | Длительность |
| ------------------- | --------------------------------- | ------------ |
| 1.                  | «Gone With the Wind»              | 1:01         |
| 2.                  | «Hatred at Its Best»              | 2:37         |
| 3.                  | «Main Theme»                      | 1:01         |
| 4.                  | «Ron's Theme»                     | 1:26         |
| 5.                  | «Firing Range»                    | 1:33         |
| 6.                  | «No Cross Burning Tonight»        | 3:11         |
| 7.                  | «Patrice Library»                 | 1:33         |
| 8.                  | «Ron Meets FBI Agent»             | 1:55         |
| 9.                  | «Connie and the Bomb»             | 1:17         |
| 10.                 | «Guarding David Duke»             | 0:57         |
| 11.                 | «Tale of Two Powers 1»            | 2:40         |
| 12.                 | «Tale of Two Powers 2»            | 2:20         |
| 13.                 | «Tale of Two Powers 3»            | 1:44         |
| 14.                 | «Woodrow Wilson»                  | 0:21         |
| 15.                 | «Klan Cavalry»                    | 0:45         |
| 16.                 | «Ron's Search»                    | 1:05         |
| 17.                 | «Patrice Followed»                | 1:26         |
| 18.                 | «Here Comes Ron»                  | 0:45         |
| 19.                 | «White Power Theme»               | 0:44         |
| 20.                 | «Partner Funk Theme»              | 0:40         |
| 21.                 | «Main Theme - Ron»                | 1:23         |
| 22.                 | «Blut Und Boden (Blood and Soil)» | 3:41         |
| 23.                 | «Photo Opps»                      | 3:39         |
| Общая длительность: | Общая длительность:               | 37:46        |